# Kuțevolivka, Onufriivka
Kuțevolivka (în ucraineană Куцеволівка) este localitatea de reședință a comunei Kuțevolivka din raionul Onufriivka, regiunea Kirovohrad, Ucraina.

## Demografie
Componența lingvistică a localității Kuțevolivka
     Ucraineană (97,13%)
     Rusă (2,41%)
     Alte limbi (0,4%)
Conform recensământului din 2001, majoritatea populației localității Kuțevolivka era vorbitoare de ucraineană (97,13%), existând în minoritate și vorbitori de rusă (2,41%).